# The Conqueror – Angst wird herrschen
The Conqueror – Angst wird herrschen ist ein französischer Historienfilm aus dem Jahr 2015.

## Handlung
Im Jahr 1035 stirbt Herzog Robert I. von der Normandie auf einer Pilgerreise, wodurch sein unehelicher Sohn Wilhelm zum neuen Herzog wird. Aufgrund seiner unehelichen Geburt wird Wilhelm von Teilen des normannischen Adels nicht als legitimer Herrscher anerkannt. Während seiner Kindheit und Jugend wird er mehrfach Ziel von Attentatsversuchen und politischen Intrigen, kann sich jedoch mit Unterstützung loyaler Berater behaupten. 1047 kommt es zu einem großen Aufstand der normannischen Barone gegen Wilhelm. Mit Hilfe des französischen Königs Heinrich I. besiegt er die Rebellen in der Schlacht von Val-ès-Dunes und sichert seine Herrschaft über die Normandie. In den folgenden Jahren führt Wilhelm weitere Kämpfe gegen aufständische Adlige und stärkt seine Macht durch eine strategische Heirat mit Mathilde von Flandern.
Der Film endet im Jahr 1066, als Wilhelm sich auf den Feldzug zur Eroberung Englands vorbereitet. Nach dem Tod des englischen Königs Eduard des Bekenners erhebt er Anspruch auf den englischen Thron. Da Harold Godwinson jedoch von den Angelsachsen zum König ernannt wird, plant Wilhelm eine Invasion. Die letzte Szene zeigt Wilhelm und seine Truppen, die sich auf die Schlacht von Hastings vorbereiten.

## Produktion
Der Film wurde von Les Films Du Cartel produziert. Regie führte Fabien Drugeon, der auch am Drehbuch mitwirkte. Der Produzent war  Jonathan Perrut. Die Hauptrollen sind mit Gauthier Battoue als Wilhelm, Dan Bronchinson und Eric Rulliat besetzt.

## Rezeption
„Der Film ergänzt die Schlacht-Panoramen um den berühmten Feldzug mit Rückblicken in Kindheit und Jugend Wilhelms. Dass dabei die Verquickung der Erzählebenen arg konfus ist, stört ebenso wie die nicht zuletzt in den Schlachtszenen hölzerne Umsetzung.“